# 久須美東馬

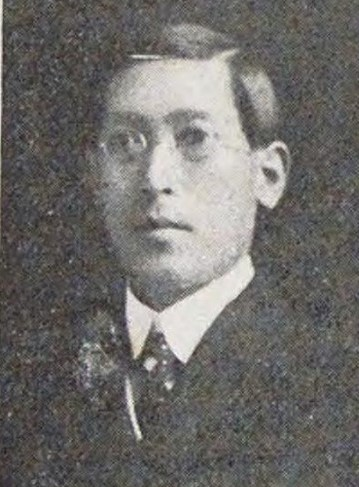
久須美東馬

久須美 東馬（くすみ とうま、1877年（明治10年）11月6日 - 1947年（昭和22年）10月22日）は、明治末から昭和初期の実業家、政治家。衆議院議員。収賄事件を起こし、逮捕後破産した。

## 経歴
新潟県三島郡小島谷村（島田村、和島村を経て現：長岡市）で、政治家・実業家、久須美秀三郎の長男として生まれる。開成中学校（現：開成中学校・高等学校）卒業を経て、1901年（明治34年）東京専門学校英語政治科を卒業した。
1906年（明治39年）、父や渡邊嘉一などが進めていた越後鉄道の敷設計画に参画し、1911年（明治44年）越後鉄道が創設されると常務取締役に就任した。その後、同社長、寺泊銀行監査役、同頭取、新潟日報社監督、日英醸造社長などを務めた。
1915年（大正4年）3月、第12回衆議院議員総選挙に新潟県郡部から立憲同志会所属で出馬して当選。その後、第13回総選挙でも当選し、衆議院議員を連続2期務めた。
経営していた日英醸造の業績不振に伴い、越後鉄道の国有化と売却価格の上昇を企てる中で、政治家への工作により収賄容疑で逮捕された（越後鉄道疑獄事件）。その後、民事訴訟により財産が差し押さえられ、破産宣告を行った。裁判では懲役1年6か月執行猶予3年汚職罰金2百円の判決が言い渡された。

## 家族
- 父・久須美秀三郎
- 母・ケイ ‐ 新潟県長岡の地主・渋谷権之助の四女。渋谷家は地元の有力者で、銀行、鉄道など長岡の商工界の大物。[6]
- 弟・本間賢介 ‐ 農学博士。新潟寺泊の重立・本間弥平治（新潟県議会第15代副議長）の家督を継ぐ。岳父に渡辺嘉一。二男の康馬は東馬の養子となり、久須美家を継いだ。[6][7][8]
- 妻・鉐子（1887年生） ‐ 出羽庄内藩第12代藩主・酒井忠宝の娘。[6]
- 養女・内村美代子（1903年生） ‐ 妹のキミと大館源太郎の娘。内村祐之（内村鑑三長男）の妻。[6]
- 養子・久須美康馬（1915年生） ‐ 弟・賢介の二男。久須美家29代当主。北海道大学工学部卒、輸送機工業常務。妻の和子は太田峰三郎と平井政遒の孫。[6]